# 胡周鼒
胡周鼒（？—17世紀），字其章，號卣臣，蘇州府太倉州人，明朝、南明政治人物。

## 生平
崇禎六年（1633年），胡周鼒中式應天鄉試第三名舉人，榜姓周。崇禎十三年（1640年）中進士，擔任刑科給事中，奉旨复姓周。數月內上奏十多份封章，遭權貴顧忌被罷官。次年（1641年）他得重新起用，但他卻以雙親年勞推辭；到弘光年間再次擔任刑科給事中，南京失陷後曾提供守城策略給清朝太倉知州李作楹，使州內不受海寇入侵，之後拒絕清朝召用，後事不詳。